# Speranskia cantonensis
Speranskia cantonensis là một loài thực vật có hoa trong họ Đại kích. Loài này được (Hance) Pax & K.Hoffm. miêu tả khoa học đầu tiên năm 1912.